# 波氏羊鯛
波氏羊鯛為輻鰭魚綱鱸形目鱸亞目鯛科的其中一種，分布於東太平洋的加拉巴哥群島海域，棲息深度3-30公尺，體長可達35.6公分，棲息在沿海海域。